# Дюльбер
Палац «Дюльбер» — палацово-парковий ансамбль у Кореїзі, побудований в кінці XIX століття для великого князя Петра Миколайовича Романова. Є однією з визначних пам'яток Південного берега Криму та Великої Ялти.

## Історія

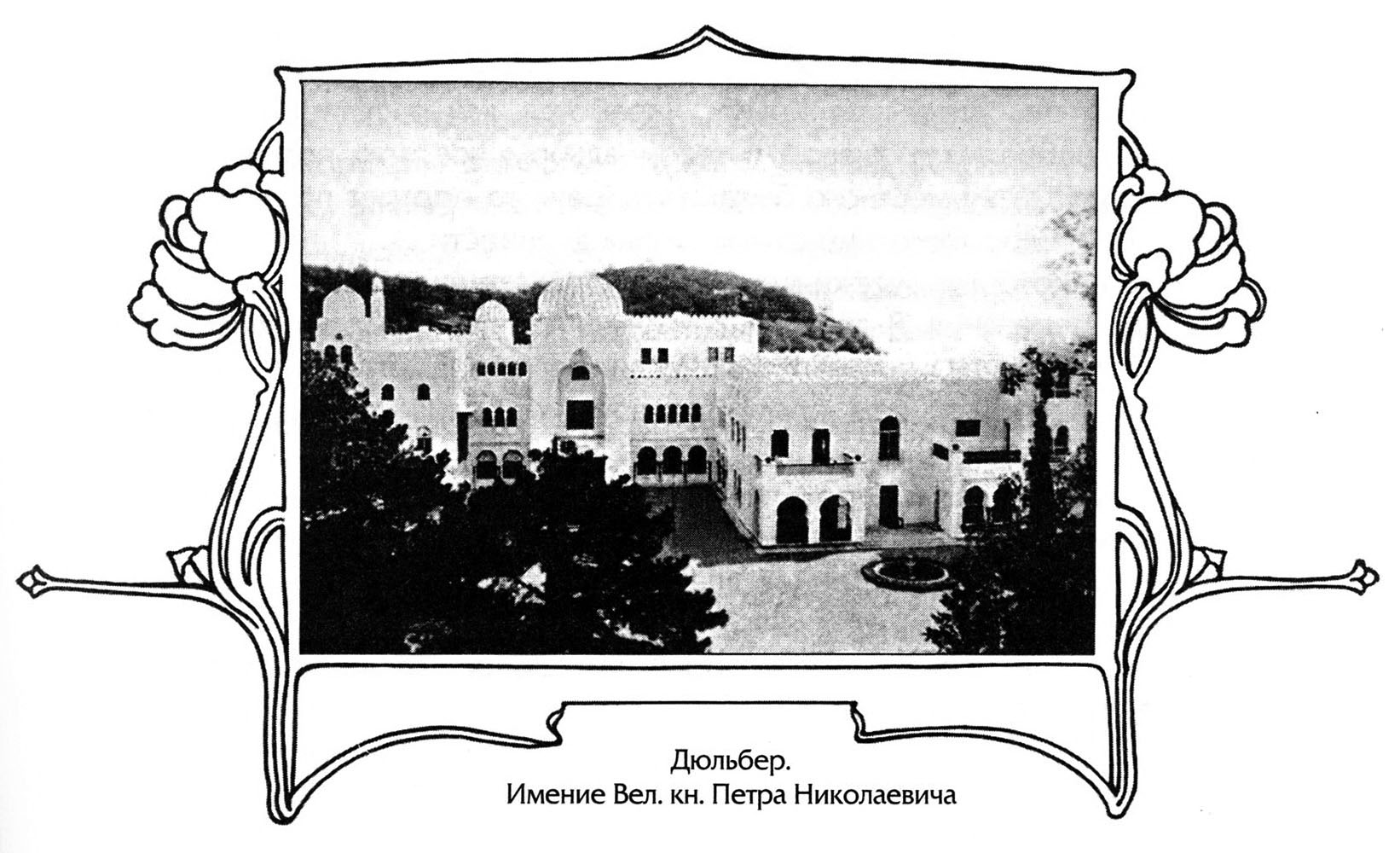
Загальний вигляд палацу Дюльбер

Палац будувався з 1895 до 1897 року у кримській садибі великого князя Петра Миколайовича, дядька імператора Миколи II. Він був спроєктований в східному стилі за ескізами, зробленим самим великим князем під час подорожей в країни Близького Сходу та Магрибу. Архітектором та керівником будівництва був ялтинський міський архітектор Микола Краснов, згодом також автор Лівадійського та Юсуповського палаців. Великий князь Олександр Михайлович порівнював палац Дюльбер із замком «Синьої Бороди». 
Після подій 1917 року палац, який мав товсті стіни, був перетворений у справжню фортецю із кулеметом на даху. У маєтку проживали члени родини Романових — великі князі Олександр Михайлович, Микола Миколайович та Петро Миколайович з сім'ями, а також вдова-імператриця Марія Федорівна. У квітні 1919 року вони емігрували з Росії на борту британського крейсера «Мальборо». 
1922 року в маєтку Дюльбер, перейменованому в «Червоний прапор», була відкрита одна з перших радянських «здравниць», в якій було 35 місць. 1938 року був побудований другий корпус, який імітував мавританський зовнішній вигляд старого корпусу. Під час Другої світової війни палацовий комплекс сильно постраждав, а в повоєнні роки був відновлений німецькими та румунськими військовополоненими. Згодом, у ньому відпочивали високопоставлені функціонери Комуністична партія Радянського Союзу та комуністичних партій інших країн.
Зараз тут розташований санаторій для працівників Верховної Ради України. 

## Опис
У перекладі з кримськотатарської слово «Дюльбер» (крим. dülber) означає «красивий», «чарівний». Палац, побудований в романтичному мавританському стилі, це білосніжна будівля зі сріблястими куполами, арковими вікнами та зубчастими стінами. Його прикрашають синій орнамент та кольорова мозаїка. Завдяки своїй білизні палац чітко виділяється на тлі Кримських гір. Над головним входом до палацу арабською в'яззю виведено напис: «Нехай благословить Аллах тих, хто увійшов сюди». 
Навколо палацу на кількох терасах розбито парк, який простягається від головних в'їзних воріт до самого моря. Його прикрашають скульптури, альтанки, фонтани та басейни з водяними ліліями. Гордість парку — алея віялових пальм навколо круглого басейну. У парку є мініатюрний ботанічний сад площею 6 га, в якому ростуть кам'яні дуби, платани, мамонтове дерево, фісташки, кедри, сосни, кипариси, секвої, сосни, оливи, і троянди. 